# Synechocryptus erberi
Synechocryptus erberi är en stekelart som först beskrevs av Tschek 1871.  Synechocryptus erberi ingår i släktet Synechocryptus och familjen brokparasitsteklar. Utöver nominatformen finns också underarten S. e. nigrifemur.